# 李守賢
李守贤（1189年—1234年），字才叔，金朝、蒙古帝国将领，大宁路义州弘政县（今辽宁义县）人。
祖父小字放軍，曾经跟随金朝攻打南宋的淮南。1215年，李守贤与兄李庭植，弟李守正、李守忠，从兄李伯通、李伯温等人归附蒙古木华黎，授任锦州临海军节度观察使。1227年，李守忠在平阳（今山西临汾）为金军擒杀后，李守贤奉命从锦州改守平阳，担任河东南路兵马都总管。1229年在芮城大破赵雄兵。1231年，跟随蒙古军攻打河中府（治今山西永济蒲州镇），献策攻克。1232年，窝阔台派蒙古大军会师围攻汴京（今河南开封），李守贤留屯嵩州（今河南嵩县）、汝州等地。1233年，率军三千人袭破屯聚在少室山太平寨赴任金兵，攻克连天、交牙等寨。攻打金朝中京（今河南洛阳），金朝留守兼行总帅府事强伸、王祐等投降归附。关东洛西于是归于蒙古之手。李守贤官至洺磁路总管。1234年冬十月去世，年四十六岁。其子李彀。